# Дорогичівське лісництво
Дорогичівське лісництво» — територіально-виробнича одиниця ДП «Бучацьке лісове господарство» Тернопільського обласного управління лісового та мисливського господарства, підприємство з вирощування лісу, декоративного садивного матеріалу.

## Відомості
Площа лісових насаджень — 4301,0 га, всі розташовані в Заліщицькому районі.

## Об'єкти природно-заповідного фонду
На території лісництва знаходиться ? об'єктів природно-заповідного фонду:
- Національний природний парк «Дністровський каньйон» — квартали 5-13, 16-24, 49, 50, 55-67, 69, 74, 86-88